# 1. općinska nogometna liga Virovitica 1983./84.
"1. općinska nogometna liga Virovitica" za sezonu 1983./84. je bila liga šestog stupnja nogometnog prvenstva SFRJ. 
 
Sudjelovalo je ukupno 12 klubova, a prvak je bio "Graničar" iz Okrugljače. 

## Ljestvica
| mj. | klub                     | ut.                     | pob.                    | ner.                    | por.                    | gol+                    | gol-                    | bod                     |
| --- | ------------------------ | ----------------------- | ----------------------- | ----------------------- | ----------------------- | ----------------------- | ----------------------- | ----------------------- |
| 1.  | Graničar Okrugljača      | 20                      | 12                      | 5                       | 3                       | 57                      | 29                      | 29                      |
| 2.  | Napredak Rušani          | 20                      | 10                      | 7                       | 3                       | 39                      | 24                      | 27                      |
| 3.  | Milanovac                | 20                      | 11                      | 4                       | 3                       | 44                      | 31                      | 26                      |
| 4.  | Slavonac Pčelić          | 20                      | 11                      | 1                       | 8                       | 47                      | 49                      | 23                      |
| 5.  | Graničar Majkovac        | 20                      | 6                       | 7                       | 7                       | 40                      | 35                      | 19                      |
| 6.  | Omladinac Korija         | 20                      | 8                       | 3                       | 9                       | 39                      | 38                      | 19                      |
| 7.  | Bilogora Špišić Bukovica | 20                      | 9                       | 0                       | 11                      | 41                      | 51                      | 18                      |
| 8.  | Proleter Bušetina        | 20                      | 7                       | 3                       | 10                      | 37                      | 40                      | 17                      |
| 9.  | Tehničar Cabuna          | 20                      | 6                       | 4                       | 10                      | 37                      | 50                      | 16                      |
| 10. | Plavi Jugovo Polje       | 20                      | 5                       | 5                       | 10                      | 36                      | 49                      | 15                      |
| 11. | Čelik Dijelka            | 20                      | 4                       | 3                       | 13                      | 29                      | 55                      | 11                      |
|     | Dinamo Kapela Dvor       | odustali tijekom sezone | odustali tijekom sezone | odustali tijekom sezone | odustali tijekom sezone | odustali tijekom sezone | odustali tijekom sezone | odustali tijekom sezone |

- Dijelka – danas dio naselja Veliko Polje
- Majkovac, skraćeno za Majkovac Podravski – danas dio naselja Žlebina

## Rezultatska križaljka
| kratica | klub                     | BIL | ČEL | GRAM | GRAO | MIL | NAP | OML | PLA | PRO | SLA | TEH | DIN |
| --- | ------------------------ | --- | --- | ---- | ---- | --- | --- | --- | --- | --- | --- | --- | --- |
| BIL | Bilogora Špišić Bukovica |     |     |      |      |     |     |     |     |     |     |     |     |
| ČEL | Čelik Dijelka            |     |     |      |      |     |     |     |     |     |     |     |     |
| GRAM | Graničar Majkovac        |     |     |      |      |     |     |     |     |     |     |     |     |
| GRAO | Graničar Okrugljača      |     |     |      |      |     |     |     |     |     |     |     |     |
| MIL | Milanovac                |     |     |      |      |     |     |     |     |     |     |     |     |
| NAP | Napredak Rušani          |     |     |      |      |     |     |     |     |     |     |     |     |
| OML | Omladinac Korija         |     |     |      |      |     |     |     |     |     |     |     |     |
| PLA | Plavi Jugovo Polje       |     |     |      |      |     |     |     |     |     |     |     |     |
| PRO | Proleter Bušetina        |     |     |      |      |     |     |     |     |     |     |     |     |
| SLA | Slavonac Pčelić          |     |     |      |      |     |     |     |     |     |     |     |     |
| TEH | Tehničar Cabuna          |     |     |      |      |     |     |     |     |     |     |     |     |
| DIN | Dinamo Kapela Dvor       |     |     |      |      |     |     |     |     |     |     |     |     |
| |                          |     |     |      |      |     |     |     |     |     |     |     |     |
| podebljan rezultat - utakmice od 1. do 11. kola (1. utakmica između klubova) rezultat normalne debljine - utakmice od 12. do 22. kola (2. utakmica između klubova) rezultat nakošen - nije vidljiv redoslijed odigravanja međusobnih utakmica iz dostupnih izvora rezultat smanjen * - iz dostupnih izvora nije uočljiv domaćin susreta prekrižen rezultat - poništena ili brisana utakmica p - utakmica prekinuta 3:0 p.f. / 0:3 p.f. - rezultat 3:0 bez borbe n.i. - nije igrano |                          |     |     |      |      |     |     |     |     |     |     |     |     |

 Izvori: